# Thinley Dorji
Thinley Dorji, född 20 november 1950, är en bhutanesisk bågskytt. Dorji deltog vid olympiska sommarspelen 1984 och olympiska sommarspelen 1988.